# Pub rock
El pub rock es un género de música rock que combina elementos del rock and roll con otros géneros, como Soft Rock, Garage Rock, rhythm and blues, skiffle, country blues, música instrumental, beat rock, western swing. Es un género musical de mediados de los setenta, centrado principalmente en Londres, Reino Unido. 
El pub rock nació como reacción ante la música predominante en esos tiempos, el rock progresivo y el glam rock que abusaban del virtuosismo musical. Estas bandas buscaban tocar una música más fiel al rock & roll original y componían una música más básica, entendible y accesible para el gran público, tocando música poco pretenciosa en los pubs y clubs. El sonido y actitud de este género tiene bastantes cosas en común con el rhythm and blues y el country blues.
El pub rock es visto como uno de los precursores de la escena punk rock de Gran Bretaña. Más aún cuando grupos como Eddie and the Hot Rods encontraron la fama durante la primera ola de punk británico o grupos como de The 101'ers, que tenían en sus filas a Joe Strummer, integrante de The Clash y Kilburn and the High Roads, donde Ian Dury era vocalista. Existe un libro editado en España, "Música y cerveza", que repasa todo este fenómeno musical. Dicho libro recoge la historia del pub rock, los grupos, discografías, los pubs que acogían música en directo, fotografías, etc. Es el primer libro dedicado al pub rock escrito en español y fue editado por Editorial Milenio en 2002.

## Bandas notables
- Flip City
- Nick Lowe
- Elvis Costello & The Attractions
- Ian Dury and the Blockheads
- Graham Parker
- Dr. Feelgood
- Divinyls
- Eddie and the Hot Rods
- Kilburn and the High Roads
- Bees Make Honey
- Ducks Deluxe
- Ace
- Brinsley Schwarz
- Chilli Willi and the Red Hot Peppers
- The Winkies
- Roogalator
- Plummet Airlines
- Help Yourself
- Frankie Miller
- Salt
- Kursaal Flyers
- Clancy
- Rococó
- Ernie Graham
- Kokomo
- The Pirates
- Max Merritt and the Meteors
- Brewers Droop
- The Count Bishops
- Burlesque
- Eggs Over Easy